# 라리노
라리노(이탈리아어: Larino)는 이탈리아 몰리세주 캄포바소도의 코무네다. 비페르노 강의 비옥한 계곡에 위치해있다.
산에서 보았을 때 이 구지구는 새의 날개 모양을 하고 있다. 피아노 산 레오나르도(Piano San Leonardo)라고 불리는 신지구는 산비탈에 위치해있다.